# Gandrange
Ne doit pas être confondu avec Gondrange
Gandrange est un village de l’ancien Luxembourg français sur la rive gauche de l’Orne devenu à la Révolution une commune française du département de la Moselle, région historique Lorraine, région administrative Grand Est. La commune possède pour annexe l’écart de Boussange depuis 1812.

## Géographie

### Localisation
La localité est située à 20 km au nord de Metz, près de l’axe autoroutier A31 qui rejoint Thionville. Elle s’est construite sur la rive gauche de l’Orne. Le village de Boussange, situé en aval, constitue la seconde agglomération de la commune.

### Hydrographie

#### Réseau hydrographique
La commune est située dans le bassin versant du Rhin au sein du bassin Rhin-Meuse. Elle est drainée par l'Orne.
L'Orne, d'une longueur totale de 85,7 km, prend sa source dans la commune de Ornes et se jette  dans la Moselle à Richemont, après avoir traversé 37 communes.

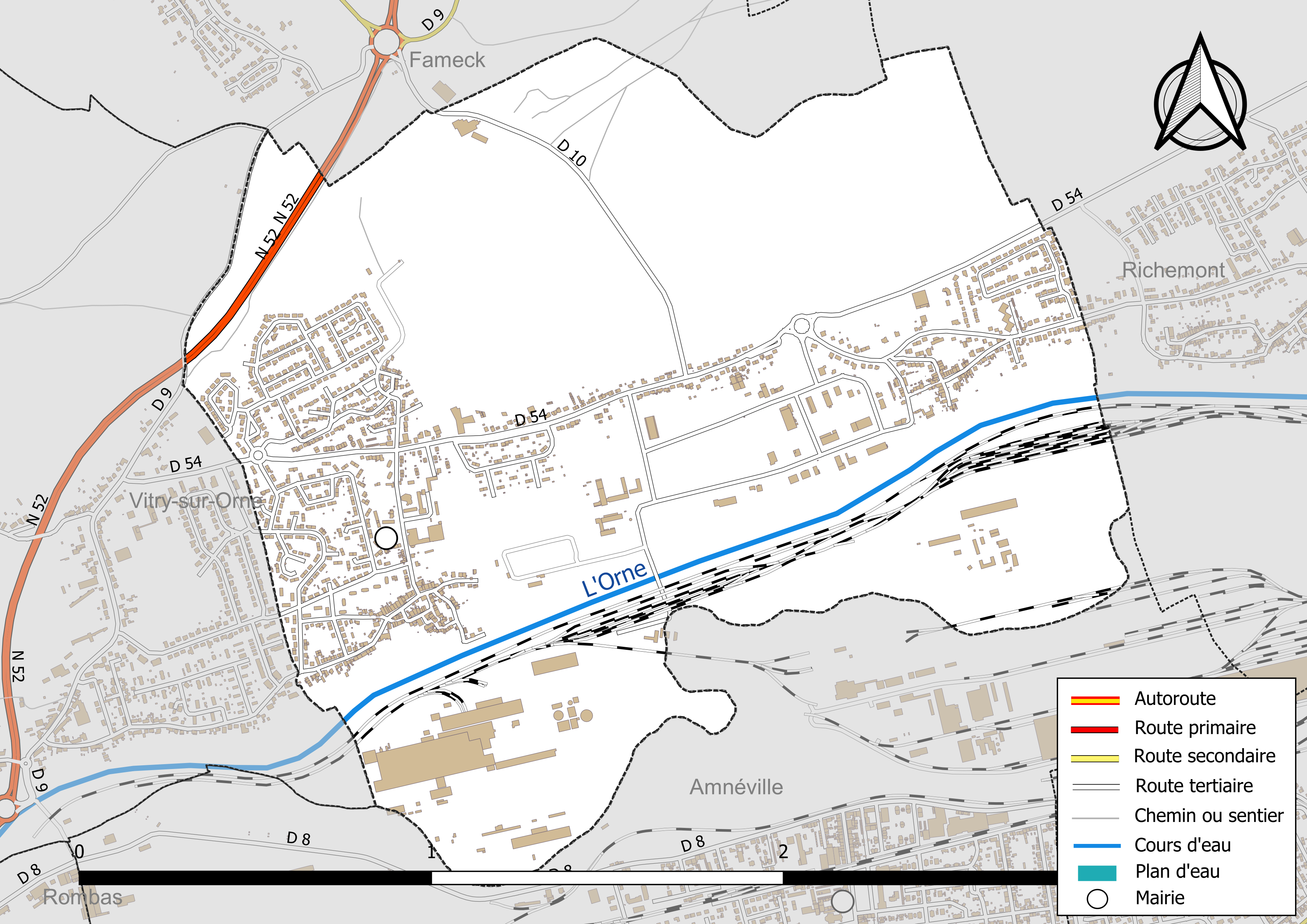
Réseaux hydrographique et routier de Gandrange.

#### Gestion et qualité des eaux
Le territoire communal est couvert par le schéma d'aménagement et de gestion des eaux (SAGE) « Bassin ferrifère ». Ce document de planification, dont le territoire correspond aux anciennes galeries des mines de fer, des aquifères et des bassins versants associés, d'une superficie de 2 418 km2, a été approuvé le 27 mars 2015. La structure porteuse de l'élaboration et de la mise en œuvre est la région Grand Est. Il définit sur son territoire les objectifs généraux d’utilisation, de mise en valeur et de protection quantitative et qualitative des ressources en eau superficielle et souterraine, en respect des objectifs de qualité définis dans le SDAGE  du Bassin Rhin-Meuse.
La qualité de l'Orne peut être consultée sur un site dédié géré par les agences de l’eau et l’Agence française pour la biodiversité.

### Climat
Pour des articles plus généraux, voir Climat du Grand Est et Climat de la Moselle.
En 2010, le climat de la commune est de type climat des marges montargnardes, selon une étude du Centre national de la recherche scientifique s'appuyant sur une série de données couvrant la période 1971-2000. En 2020, Météo-France publie une typologie des climats de la France métropolitaine dans laquelle la commune est exposée à un climat semi-continental et est dans la région climatique Lorraine, plateau de Langres, Morvan, caractérisée par un hiver rude (1,5 °C), des vents modérés et des brouillards fréquents en automne et hiver.
Pour la période 1971-2000, la température annuelle moyenne est de 9,5 °C, avec une amplitude thermique annuelle de 16,8 °C. Le cumul annuel moyen de précipitations est de 782 mm, avec 13,1 jours de précipitations en janvier et 9,3 jours en juillet. Pour la période 1991-2020, la température moyenne annuelle observée sur la station météorologique de Météo-France la plus proche, « Malancourt », sur la commune d'Amnéville à 2 km à vol d'oiseau, est de 10,2 °C et le cumul annuel moyen de précipitations est de 884,1 mm. 
La température maximale relevée sur cette station est de 39,3 °C, atteinte le 25 juillet 2019 ; la température minimale est de −17,9 °C, atteinte le 5 janvier 1985,,.
| Mois                                  | jan.             | fév.             | mars           | avril           | mai             | juin            | jui.           | août           | sep.           | oct.            | nov.             | déc.             | année      |
| ------------------------------------- | ---------------- | ---------------- | -------------- | --------------- | --------------- | --------------- | -------------- | -------------- | -------------- | --------------- | ---------------- | ---------------- | ---------- |
| Température minimale moyenne (°C)     | −0,4             | −0,3             | 2,2            | 4,9             | 8,5             | 11,5            | 13,6           | 13,4           | 10,2           | 7,1             | 3,2              | 0,6              | 6,2        |
| Température moyenne (°C)              | 1,8              | 2,7              | 6,3            | 10              | 13,7            | 16,9            | 18,9           | 18,7           | 14,8           | 10,4            | 5,7              | 2,6              | 10,2       |
| Température maximale moyenne (°C)     | 4,1              | 5,8              | 10,4           | 15              | 18,8            | 22,2            | 24,3           | 24             | 19,4           | 13,8            | 8,1              | 4,6              | 14,2       |
| Record de froid (°C) date du record   | −17,9 05.01.1985 | −15,6 07.02.1991 | −14,6 01.03.05 | −6,1 12.04.1986 | −1,4 06.05.1979 | −0,1 05.06.1991 | 2,9 22.07.1980 | 2,9 24.08.1980 | 1,3 07.09.1985 | −3,4 24.10.03   | −10,8 23.11.1998 | −15,5 03.12.1973 | −17,9 1985 |
| Record de chaleur (°C) date du record | 15,2 05.01.1999  | 20,9 27.02.19    | 25,6 31.03.21  | 27,9 21.04.18   | 32,4 28.05.17   | 35,4 26.06.19   | 39,3 25.07.19  | 38,2 08.08.03  | 33,1 15.09.20  | 26,2 10.10.1979 | 21,1 02.11.20    | 15,6 17.12.15    | 39,3 2019  |
| Précipitations (mm)                   | 85,9             | 70,2             | 67,5           | 52,6            | 67,9            | 68,4            | 70,7           | 69,5           | 69,6           | 79,7            | 81,7             | 100,4            | 884,1      |

| Diagramme climatique                                  |             |             |           |             |              |              |            |              |             |            |             |
| J                                                     | F           | M           | A         | M           | J            | J            | A          | S            | O           | N          | D           |
| 4,1−0,485,9                                           | 5,8−0,370,2 | 10,42,267,5 | 154,952,6 | 18,88,567,9 | 22,211,568,4 | 24,313,670,7 | 2413,469,5 | 19,410,269,6 | 13,87,179,7 | 8,13,281,7 | 4,60,6100,4 |
| Moyennes : • Temp. maxi et mini °C • Précipitation mm |             |             |           |             |              |              |            |              |             |            |             |

Les paramètres climatiques de la commune ont été estimés pour le milieu du siècle (2041-2070) selon différents scénarios d'émission de gaz à effet de serre à partir des nouvelles projections climatiques de référence DRIAS-2020. Ils sont consultables sur un site dédié publié par Météo-France en novembre 2022.

## Urbanisme

### Typologie
Au 1er janvier 2024, Gandrange est catégorisée ceinture urbaine, selon la nouvelle grille communale de densité à sept niveaux définie par l'Insee en 2022.
Elle appartient à l'unité urbaine de Metz, une agglomération intra-départementale regroupant 42  communes, dont elle est une commune de la banlieue,,. Par ailleurs la commune fait partie de l'aire d'attraction de Luxembourg (partie française), dont elle est une commune de la couronne,. Cette aire, qui regroupe 115 communes, est catégorisée dans les aires de 700 000 habitants ou plus (hors Paris),.

### Occupation des sols
L'occupation des sols de la commune, telle qu'elle ressort de la base de données européenne d’occupation biophysique des sols Corine Land Cover (CLC), est marquée par l'importance des territoires artificialisés (44,4 % en 2018), en augmentation par rapport à 1990 (40,2 %). La répartition détaillée en 2018 est la suivante : 
zones urbanisées (26,7 %), zones agricoles hétérogènes (21 %), zones industrielles ou commerciales et réseaux de communication (17,6 %), milieux à végétation arbustive et/ou herbacée (17,5 %), terres arables (6,6 %), prairies (5 %), forêts (2,9 %), cultures permanentes (2,6 %). L'évolution de l’occupation des sols de la commune et de ses infrastructures peut être observée sur les différentes représentations cartographiques du territoire : la carte de Cassini (XVIIIe siècle), la carte d'état-major (1820-1866) et les cartes ou photos aériennes de l'IGN pour la période actuelle (1950 à aujourd'hui).

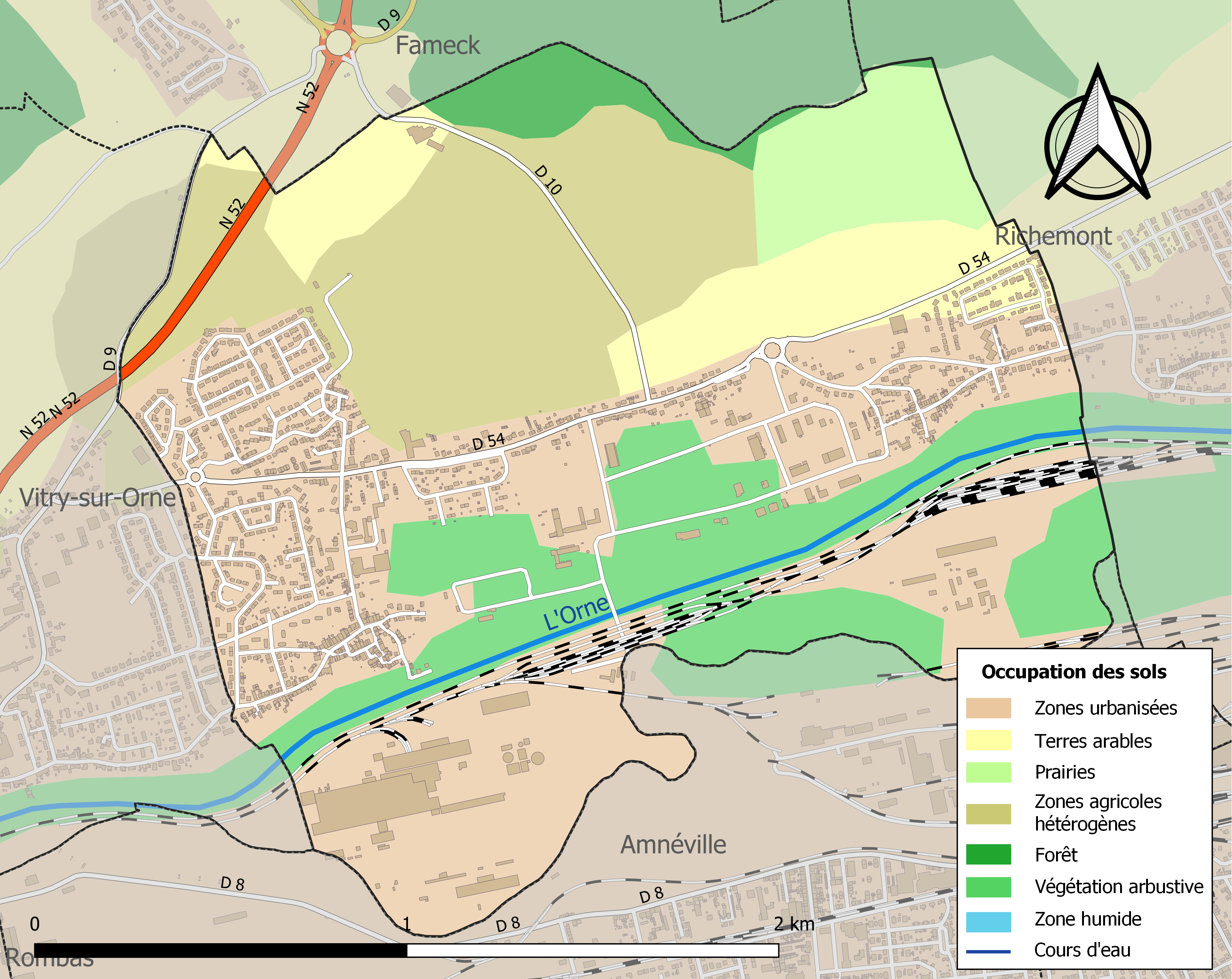
Carte des infrastructures et de l'occupation des sols de la commune en 2018 (CLC).

## Toponymie
Anciens noms,,: Goderingas (848), Gunderenges (1212), Gendringen (1473 et 1528), Ganderange (1686), Gaudrange (1606 et 1793), Gandringen (1871-1918).
En francique luxembourgeois: Guedléng, Gandréngen  et Goodléngen,.

## Histoire
Le bourg serait né d’un domaine agricole fondé par un guerrier franc : Godehar ou Goter, devenu Gunther en allemand. À l'origine ce nom désignait un domaine agricole fondé par un guerrier franc. De petits chemins de terre conduisaient vers Boussange à l’est, vers Vitry et Amnéville à l’ouest et au sud. Le village est un domaine de l’abbaye de Saint-Hubert (Ardennes), puis il appartient en 1181 à l’abbaye de Justemont. Les rôles ou registres, qui fixent les redevances seigneuriales et les dîmes, ont été rédigés en langue allemande jusqu’en 1659.
Depuis le traité des Pyrénées, le pays thionvillois, avec Gandrange et Boussange, est sous la souveraineté française.
Le décret impérial du 22 avril 1812 réunit la commune éphémère de Boussange à celle de Gandrange. À cette époque il y avait 428 habitants répartis dans 46 maisons et 129 habitants à Boussange répartis dans 24 maisons. Les nouveaux membres de la municipalité ont prêté serment de fidélité à l’empereur Napoléon Ier.
Comme les autres communes de l'actuel département de la Moselle, Gandrange, rebaptisée Gandringen, est annexée à l’Empire allemand de 1871 à 1918. Lorsque la Première Guerre mondiale éclate, les Mosellans se battent pour l’Empire allemand. La commune redevient française en 1918.
La Seconde Guerre mondiale et le drame de l'Annexion marqueront longtemps les esprits. Beaucoup de jeunes, incorporés de force dans les armées allemandes, furent envoyés sur le Front de l'Est. La commune est libérée parmi les premières en Moselle, le 6 septembre 1944, peu après Rombas et Clouange. L’Europe devant se reconstruire, le site sidérurgique de Gandrange assure la prospérité de la commune et participe à l'effort de reconstruction de la France, après guerre.
En 1999, le site sidérurgique de Gandrange a été vendu pour un franc symbolique à Lakshmi Mittal, dont le groupe devint ultérieurement ArcelorMittal. En janvier 2008 a été annoncé un plan de restructuration prévoyant la fermeture de l’aciérie électrique et du train à billettes (installation de laminage) de l’usine. Seuls subsisteront le centre de recherche et le Laminoir à Couronnes et Barres (LCB). En février 2008, Nicolas Sarkozy avait promis que l’État allait mettre de l’argent pour sauver l’aciérie, pour sauver les emplois en déclarant : « l’État était prêt à prendre en charge tout ou partie des investissements nécessaires » pour maintenir le site en activité.
Le 31 mars 2009, malgré les promesses du président Sarkozy, l’aciérie électrique est définitivement arrêtée, ainsi que train à billettes (TAB), le 31 décembre 2009.

## Politique et administration
De janvier 1945 à septembre 1945, l'administration est provisoire sous l’appellation de « Commission Municipale »[réf. souhaitée].

## Démographie
L'évolution du nombre d'habitants est connue à travers les recensements de la population effectués dans la commune depuis 1793. Pour les communes de moins de 10 000 habitants, une enquête de recensement portant sur toute la population est réalisée tous les cinq ans, les populations de référence des années intermédiaires étant quant à elles estimées par interpolation ou extrapolation. Pour la commune, le premier recensement exhaustif entrant dans le cadre du nouveau dispositif a été réalisé en 2004.

En 2022, la commune comptait 3 006 habitants, en évolution de +5,62 % par rapport à 2016 (Moselle : +0,52 %, France hors Mayotte : +2,11 %).
| 1793 | 1800 | 1806 | 1821 | 1836 | 1841 | 1861 | 1866 | 1871 |
| ---- | ---- | ---- | ---- | ---- | ---- | ---- | ---- | ---- |
| 217  | 214  | 216  | 360  | 424  | 417  | 453  | 458  | 423  |

| 1875 | 1880 | 1885 | 1890 | 1895 | 1900 | 1905 | 1910 | 1921 |
| ---- | ---- | ---- | ---- | ---- | ---- | ---- | ---- | ---- |
| 370  | 380  | 407  | 478  | 386  | 609  | 651  | 636  | 603  |

| 1926 | 1931 | 1936 | 1946 | 1954  | 1962  | 1968  | 1975  | 1982  |
| ---- | ---- | ---- | ---- | ----- | ----- | ----- | ----- | ----- |
| 718  | 725  | 658  | 789  | 1 070 | 1 475 | 2 706 | 2 579 | 2 296 |

| 1990  | 1999  | 2004  | 2006  | 2009  | 2014  | 2019  | 2022  | - |
| ----- | ----- | ----- | ----- | ----- | ----- | ----- | ----- | - |
| 2 370 | 2 542 | 2 505 | 2 520 | 2 863 | 2 793 | 3 028 | 3 006 | - |

## Économie

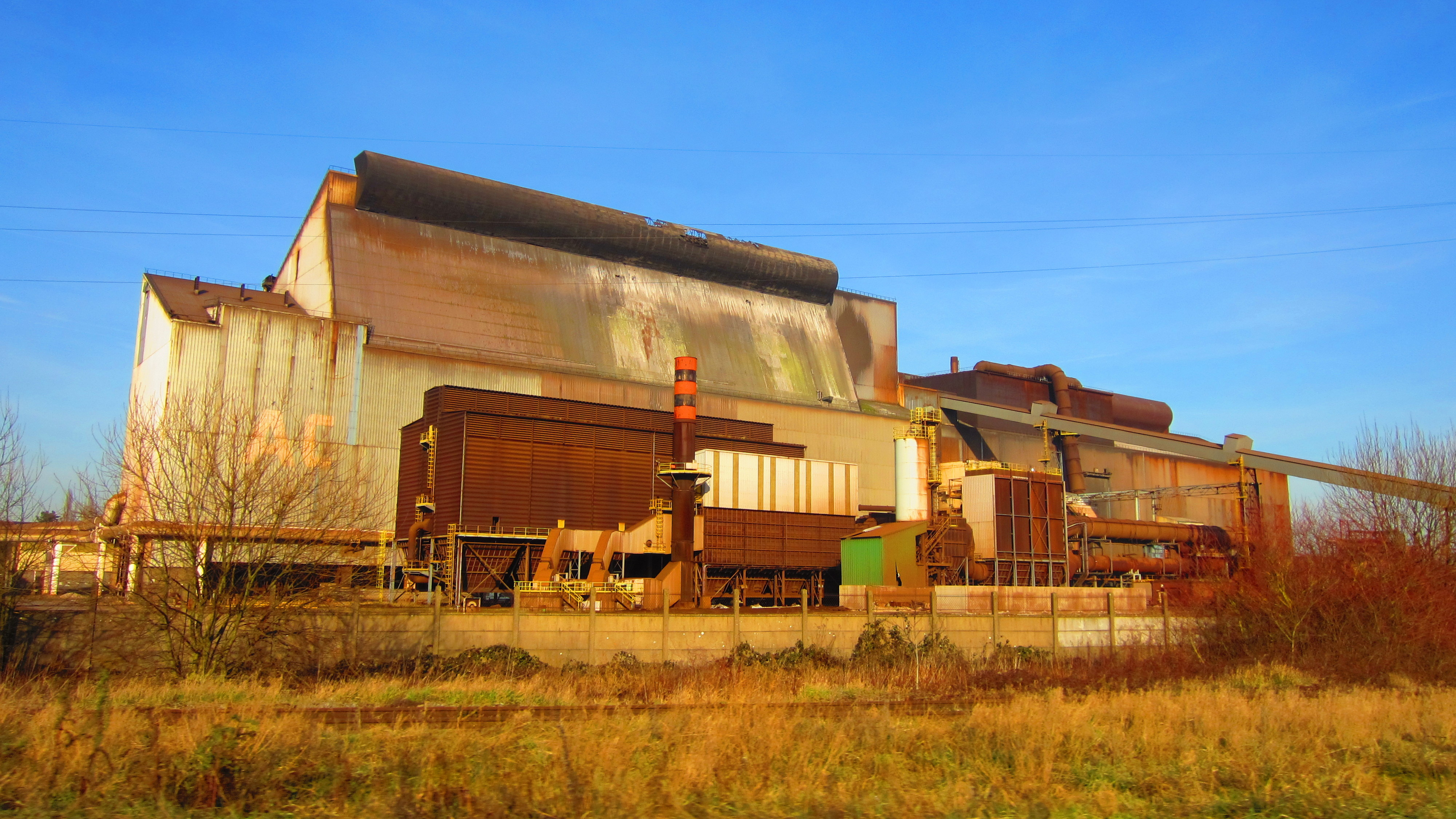
L'aciérie.

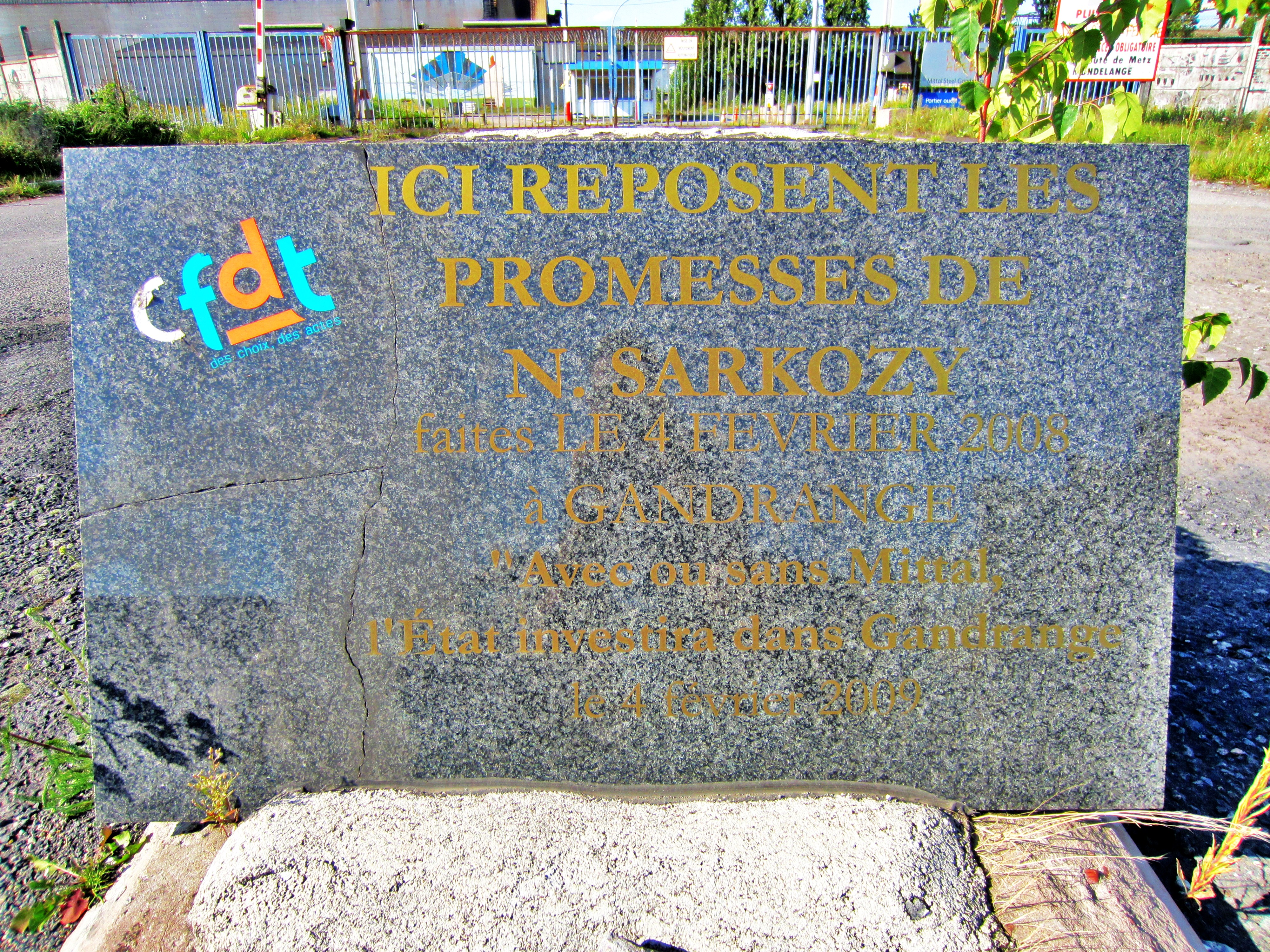
Stèle de l'acierie.

- L'aciérie de Gandrange 1969-2009. Démolie le 31 août 2023.
- La ZAC de Bréquette.

## Culture locale et patrimoine

### Lieux et monuments

#### Édifices civils
- Voie romaine près de Boussange ;
- Château de Boussange, bâtiment construit de 1849 à 1850, par François Auguste Stoufflet, maire de Gandrange.

#### Édifices religieux
- Ancienne église Saint-Hubert qui était dédiée à saint Hubert : à l’origine, vers les années 1100, se dressait une simple chapelle qui, totalement dégradée par la suite, sera reconstruite au XVe siècle avec un chœur en style gothique flamboyant qui sera classé monument historique par arrêté du 19 avril 1896[27], sous l’annexion allemande, et de nouveau en 1926 après la Première Guerre mondiale ; actuellement occupée par la Médiathèque Michel Bigaré ;
- Nouvelle église Saint-Hubert de Gandrange construite de 1977 à 1980 ;
- Ancienne église Saint-Pierre de Boussange construite au XIIe siècle, démolie en 1974 ;
- Nouvelle église Saint-Pierre de Boussange construite de 1907 à 1909 ;
- Grotte de Lourdes ;
- Bildstock de 1626 ; il se compose d'un fût carré portant l'inscription allemande « N-ER-GOT AT HARTA AVT S VND HAVSFRAV S CROX BAUT », d'un chapiteau qui a une double bâtière à arc rond et quatre niches dans lesquelles il y a des saints, le tout surmonté d'un christ en croix[28]
- Temple protestant réformé, rue Louis-Jost dans un bâtiment de 1966. Démoli en 2023.

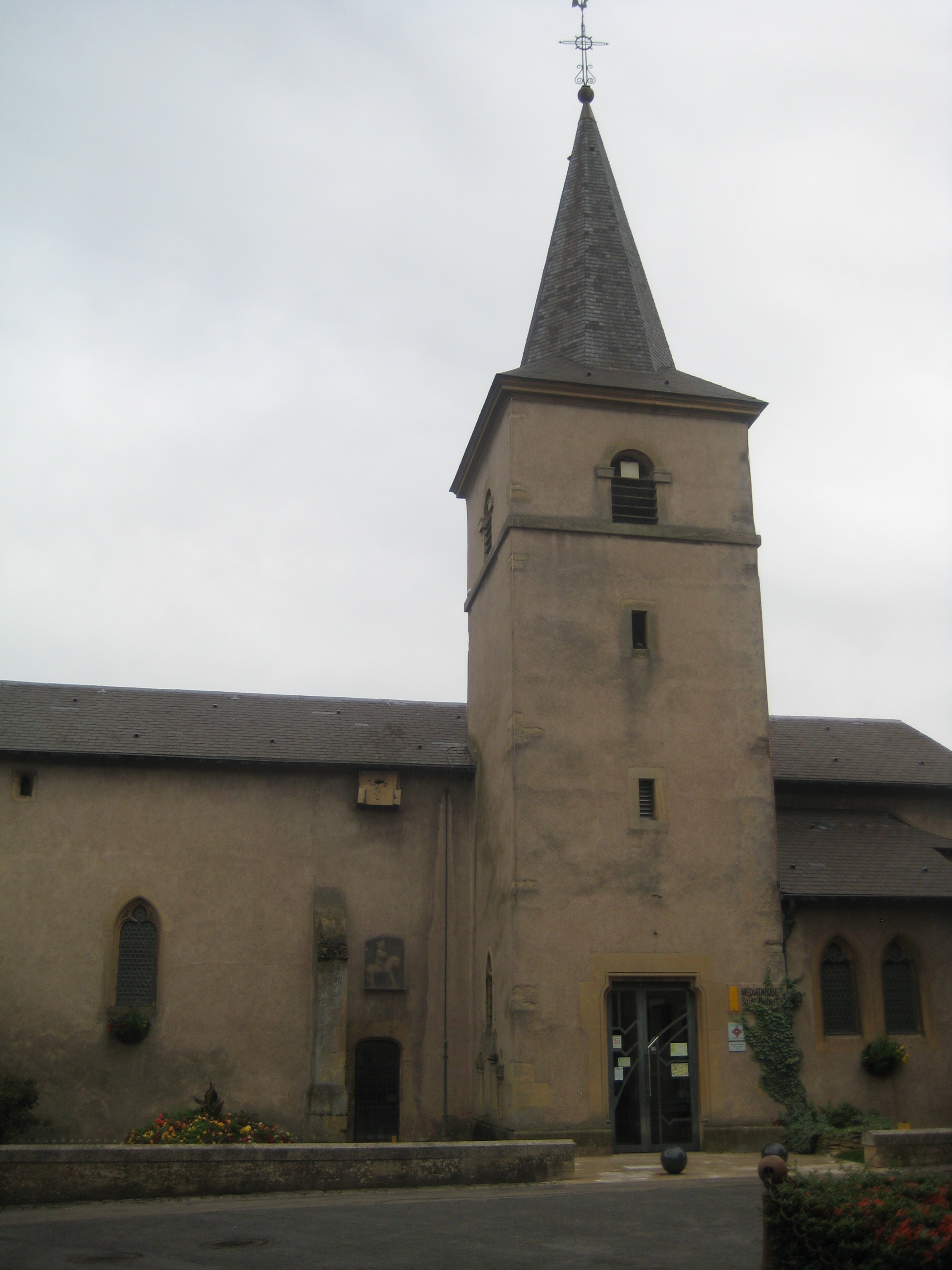
Ancienne église Saint-Hubert.
Nouvelle église Saint-Hubert de Gandrange.
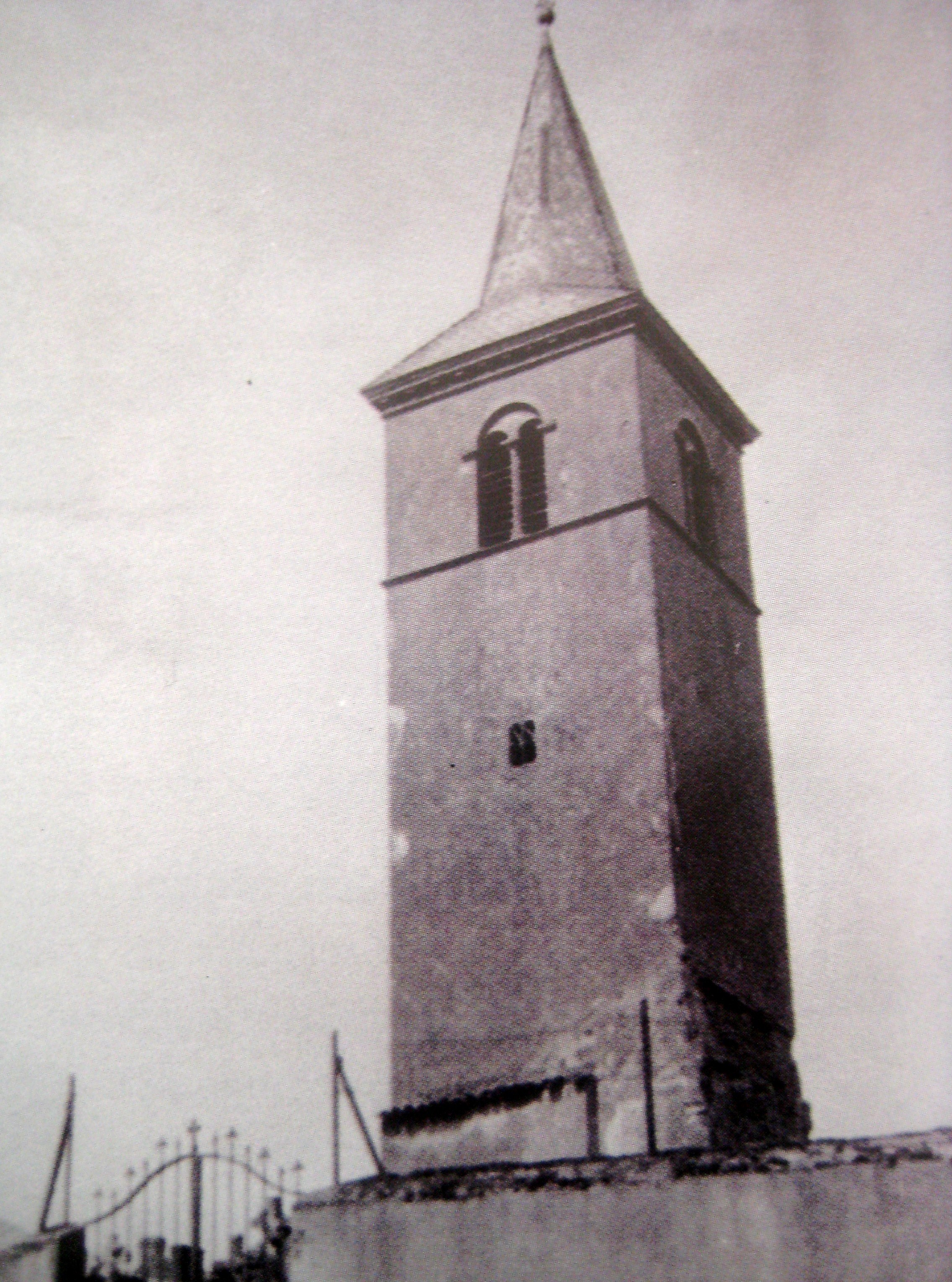
Ancienne église de Boussange.
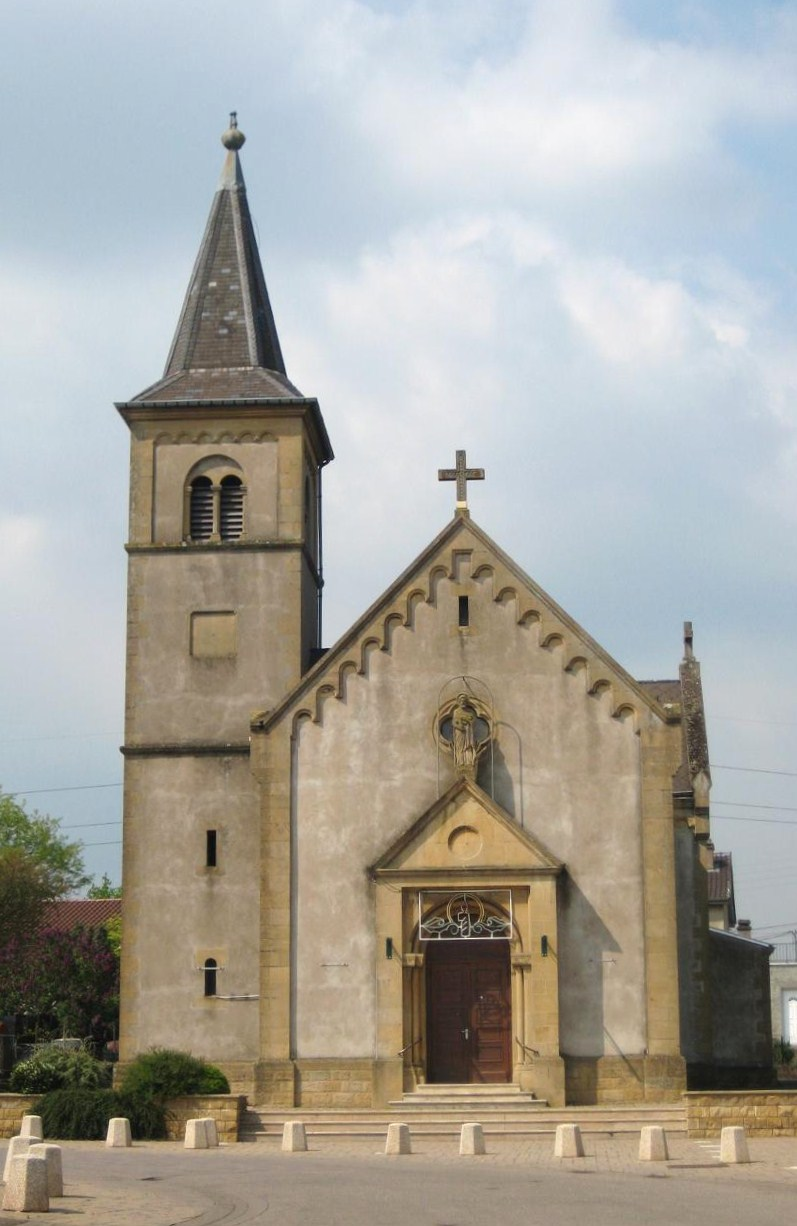
Nouvelle église de Boussange.
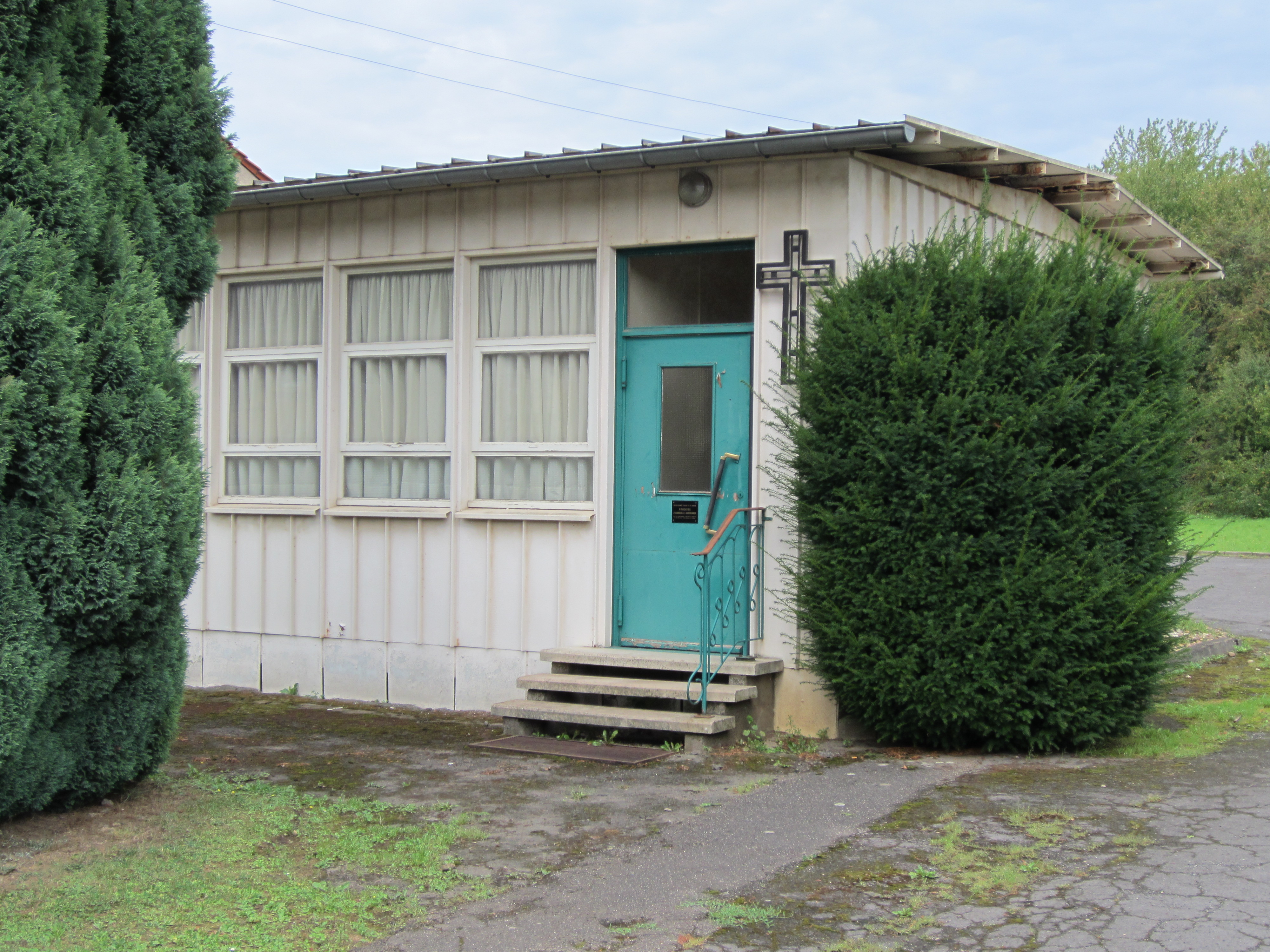
Temple protestant.

### Héraldique
| Blason de Gandrange | Blason  | Mi-parti d'azur au massacre de cerf croisé d'or, et d'azur semé de fleurs de lys d'or, une crosse d'argent brochant en pal à senestre. |
| Blason de Gandrange | Détails | Est devenu officiel le 13 juillet 1960                                                                                                 |